# Andreas Johansson (Eishockeyspieler)
Andreas Lars Johansson (* 19. Mai 1973 in Hofors) ist ein ehemaliger schwedischer Eishockeyspieler und derzeitiger -trainer, der im Verlauf seiner aktiven Karriere zwischen 1987 und 2009 unter anderem 386 Spiele für die New York Islanders, Pittsburgh Penguins, Ottawa Senators, Tampa Bay Lightning, Calgary Flames, New York Rangers und Nashville Predators in der National Hockey League auf der Position des linken Flügelstürmers bestritten hat. Als Trainer betreute er zahlreiche schwedische Erst- und Zweitligisten.

## Karriere
Andreas Johansson, der im Nachwuchs des Hofors HC aus seiner Geburtsstadt groß wurde, debütierte bereits im Alter von 14 Jahren in der ersten Mannschaft des Klubs, der damals der drittklassigen Division 2 angehörte. Nachdem er in der Saison 1988/89 bereits als 15-Jähriger Stammspieler des Teams war und in 28 Saisoneinsätzen 30 Scorerpunkte gesammelt hatte, wechselte der Stürmer im Sommer 1989 ins benachbarte Falun zu Falu IF. Dort spielte Johansson die folgenden zwei Spielzeiten in der zweitklassigen Division 1, wo er sich in seinem zweiten Jahr etablieren konnte.
Nach der Auswahl in der siebten Runde an 136. Stelle des NHL Entry Draft 1991 durch die New York Islanders aus der National Hockey League wechselte der Angreifer zur Saison 1991/92 zunächst zu Färjestad BK aus Karlstad, der in der Elitserien beheimatet war. Insgesamt blieb Johansson dem Klub vier Jahre lang treu, absolvierte in dieser Zeit 136 Spiele für die Mannschaft und sammelte dabei 43 Punkte. Davon steuerte er alleine in seinem vierten Jahr 19 Punkte bei, was ihm die Wahl ins All-Star-Team der Liga bescherte. Anschließend unterzeichnete der inzwischen auch international in Erscheinung getretene Offensivspieler einen Vertrag bei den New York Islanders, bei denen er im Spieljahr 1995/96 zu drei Einsätzen kam. Hauptsächlich spielte er jedoch in deren Farmteams, den Worcester IceCats aus der American Hockey League und den Utah Grizzlies aus der International Hockey League. Mit den Grizzlies gewann er am Saisonende den Turner Cup – sein einziger Titelgewinn während seiner Karriere. Zu Beginn der Saison 1996/97 schaffte Johansson den Sprung in den NHL-Kader der Islanders und absolvierte bis Mitte November 1996 15 Partien für das auf Long Island beheimatete Franchise. Daraufhin wurde er gemeinsam mit Verteidiger Darius Kasparaitis im Tausch für Bryan Smolinski zu den Pittsburgh Penguins transferiert. Neben einigen Einsätzen für deren Kooperationspartner Cleveland Lumberjacks in der IHL war er im restlichen Saisonverlauf ausschließlich für Pittsburgh aktiv. Die folgende Spielzeit verbrachte der Schwede komplett bei den Penguins, die seinen auslaufenden Vertrag jedoch am Saisonende nicht verlängerten.
Als Free Agent unterzeichnete Johansson Ende September 1998 einen Vertrag bei den Ottawa Senators, wo er mit 37 Punkten in 69 Spielen durchaus zu überzeugen wusste. Die Senators gaben ihn nach neun Monaten im Juni 1999 aber an die Tampa Bay Lightning ab. Im Gegenzug erhielt der kanadische Hauptstadtklub Rob Zamuner und ein Zweitrunden-Wahlrecht im NHL Entry Draft 2002. Johanssons Zeit in Tampa währte jedoch nur kurz. Bereits im November desselben Jahres und nach nur zwölf Einsätzen war er erneut Teil eines Transfergeschäfts, das ihn im Tausch für Landsmann Nils Ekman und einem Viertrunden-Draftpick im NHL Entry Draft 2000 zu den Calgary Flames führte. Aufgrund einer Anfang Januar 2000 erlittenen Rückenverletzung bestritt er bis zum Sommer 2000 nur 28 Partien für Calgary. Aufgrund der Auswahl im NHL Waiver Draft stand der Flügelstürmer mit Beginn der Saison 2000/01 in Diensten der New York Rangers. Er verbrachte die gesamte Spielzeit aber in Europa, wo er für den SC Bern aus der Schweizer Nationalliga A aktiv war. Erst zur Spielzeit 2001/02 lief der Schwede für die Rangers in der NHL auf. Im Big Apple fand Johansson ebenfalls keine sportliche Heimat auf Dauer, da sein auslaufender Vertrag abermals nicht verlängert wurde und sich das Team im Sommer 2001 von ihm trennte.
Der Schwede fand zur Saison 2002/03 in den Nashville Predators einen neuen Arbeitgeber in der NHL, für den er in den folgenden zwei Jahren 103 Spiele absolvierte – die meisten für ein einziges NHL-Team während seiner acht Jahre in der Liga. Aufgrund des Lockouts der kompletten NHL-Spielzeit 2004/05 kehrte Johansson – wie schon vor vier Jahren – in die Schweiz zurück. Er verbrachte zwei Spieljahre beim Genève-Servette HC in der NLA, gefolgt von einem Jahr bei Färjestad BK in seinem Heimatland und einem zweijährigen Engagement zwischen 2007 und 2009 beim SKA Sankt Petersburg in der russischen Superliga respektive Kontinentalen Hockey-Liga. Zu Einsätzen in der neu gegründeten KHL kam es aber nicht, da Johansson das zweite Vertragsjahr beim SKA aufgrund einer Fußverletzung komplett ausfiel. Dennoch wurde er vor der Saison 2009/10 vom Ligakonkurrenten Salawat Julajew Ufa verpflichtet, der ihn jedoch noch vor dem ersten Saisonspiel wieder entließ. Johansson kehrte daraufhin in seine Heimat zurück. Die einzige Partie für Leksands IF endete wegen des erneuten Aufbruchs der alten Fußverletzung aber vorzeitig und mit der Bekanntgabe seines Rückzugs aus dem aktiven Sport am 22. Oktober 2009.
Nach seinem aktiven Karriereende zog es den Schweden mit Beginn der Saison 2010/11 hinter die Bande. Er arbeitete zunächst ein Jahr als Assistenztrainer von Charles Berglund bei MODO Hockey aus Örnsköldsvik. Im Verlauf der Saison 2011/12 kehrte er in selber Funktion zu Färjestad BK zurück. Dort assistierte er Leif Carlsson bis zur Entlassung des Trainerstabs im Verlauf der Spielzeit 2013/14. Noch im selben Spieljahr – Anfang Januar 2014 – erhielt Johansson aber ein Angebot von Södertälje SK, den er für den Rest der Saison in der zweitklassigen HockeyAllsvenskan hauptverantwortlich betreute. Er bewahrte das Team vor dem Abstieg in die Hockeyettan. Zur Saison 2014/15 wurde er dann als Cheftrainer des HV71 aus Jönköping vorgestellt, den er nach nur einem Jahr wieder verließ. Nachdem er zu Beginn der Spielzeit 2015/16 vertragslos gewesen war, wurde er abermals von MODO Hockey verpflichtet – dieses Mal aber als Cheftrainer. Er konnte den Abstieg in die Allsvenskan aber nicht mehr verhindern. Bei MODO wurde er während der Saison 2016/17 entlassen.

### International
Bereits im Juniorenbereich debütierte Johansson in den Nachwuchsmannschaften des schwedischen Verbandes. So absolvierte er zwischen 1991 und 1993 die U18-Junioren-Europameisterschaft 1991 sowie die U20-Junioren-Weltmeisterschaften 1992 und 1993. Dabei kehrte er von beiden Weltmeisterschaftsturnieren mit der Silbermedaille zurück. Johansson gehörte zum selben Jahrgang wie die beiden späteren schwedischen Weltklassespieler Peter Forsberg und Markus Näslund, die bei allen drei Turnieren zu den punktbesten Spielern gehörten.
Für die A-Nationalmannschaft kam der Stürmer erstmals bei der Heim-Weltmeisterschaft 1995 zu einem Einsatz bei einem großen internationalen Turnier. Auch dort kehrte er mit einer Silbermedaille im Gepäck von den Welttitelkämpfen zurück, zu deren Gewinn er mit neun Scorerpunkten in acht Spielen maßgeblich beitrug. Neben Mikael Johansson war er damit punktbester schwedischer Spieler. Seine Leistungen im Nationaltrikot bescherten ihm schließlich auch einen Kaderplatz beim World Cup of Hockey 1996. Ebenso stand er im Aufgebot der Tre Kronor bei den Olympischen Winterspielen 1998 im japanischen Nagano.
Eine Medaille konnte der Angreifer jedoch erst wieder bei der Weltmeisterschaft 2001 gewinnen. Dort errang er mit der Mannschaft die Bronzemedaille. Diesen Erfolg wiederholte Johansson bei der Weltmeisterschaft im folgenden Jahr. Bei der Weltmeisterschaft 2004 kam schließlich eine weitere Silbermedaille zu seiner Sammlung dazu. Den letzten Auftritt für die schwedische Auswahl absolvierte der Stürmer beim World Cup of Hockey 2004. Insgesamt absolvierte er im Herrenbereich 103 Einsätze für die A-Nationalmannschaft.

## Erfolge und Auszeichnungen
- 1995 Elitserien All-Star-Team
- 1996 Turner-Cup-Gewinn mit den Utah Grizzlies

### International
| - 1992 Silbermedaille bei der U20-Junioren-Weltmeisterschaft - 1993 Silbermedaille bei der U20-Junioren-Weltmeisterschaft - 1995 Silbermedaille bei der Weltmeisterschaft | - 2001 Bronzemedaille bei der Weltmeisterschaft - 2002 Bronzemedaille bei der Weltmeisterschaft - 2004 Silbermedaille bei der Weltmeisterschaft |

## Karrierestatistik

### International
Vertrat Schweden bei:
| - U18-Junioren-Europameisterschaft 1991 - U20-Junioren-Weltmeisterschaft 1992 - U20-Junioren-Weltmeisterschaft 1993 - Weltmeisterschaft 1995 - World Cup of Hockey 1996 | - Olympischen Winterspielen 1998 - Weltmeisterschaft 2001 - Weltmeisterschaft 2002 - Weltmeisterschaft 2004 - World Cup of Hockey 2004 |

(Legende zur Spielerstatistik: Sp oder GP = absolvierte Spiele; T oder G = erzielte Tore; V oder A = erzielte Assists; Pkt oder Pts = erzielte Scorerpunkte; SM oder PIM = erhaltene Strafminuten; +/− = Plus/Minus-Bilanz; PP = erzielte Überzahltore; SH = erzielte Unterzahltore; GW = erzielte Siegtore; 1 Play-downs/Relegation; Kursiv: Statistik nicht vollständig)

## Familie
Johanssons Sohn Wilson (* 2000) ist ebenfalls Eishockeyspieler, durchlief die Juniorenabteilung von Färjestad BK und war im NHL Entry Draft 2019 verfügbar, wurde jedoch nicht gedraftet. Sein Cousin Oliver Bohm stammt ebenfalls aus der Jugend von Färjestad und schaffte den Sprung in den Profibereich. Er absolvierte zahlreiche Partien in der höchsten schwedischen Spielklasse. Johanssons Schwager ist Byron Ritchie, der 332 Spiele in der National Hockey League bestritt.